# Cañizo (kommunhuvudort)
Cañizo är en kommunhuvudort i Spanien.   Den ligger i provinsen Provincia de Zamora och regionen Kastilien och Leon, i den centrala delen av landet, 210 km nordväst om huvudstaden Madrid. Cañizo ligger 677 meter över havet och antalet invånare är 314.
Terrängen runt Cañizo är platt. Runt Cañizo är det mycket glesbefolkat, med 6 invånare per kvadratkilometer. Närmaste större samhälle är Villalpando, 13,0 km nordost om Cañizo. Trakten runt Cañizo består till största delen av jordbruksmark.